# Bitwa pod Kościanem (1655)
Bitwa pod Kościanem miała miejsce 4 października 1655 roku podczas II wojny północnej.
Na skutek kapitulacji pod Ujściem pierwszą opanowaną przez Szwedów prowincją była Wielkopolska. Była to również pierwsza polska prowincja, która zetknąwszy się ze szwedzkimi grabieżami, stawiła opór okupantom. Najbardziej znanym w Wielkopolsce organizatorem walk partyzanckich był starosta babimojski Krzysztof Jan Żegocki, który już na początku szwedzkiej okupacji założył bazę w Zaborze koło Zielonej Góry (na należącej do cesarza części ziemi lubuskiej). Stąd zamierzał prowadzić swoje przyszłe akcje partyzanckie.
Po kilku nieudanych wyprawach Żegocki postanowił wykonać poważniejszy atak. Wraz z liczącym 80-100 ludzi oddziałem uzbrojonym jedynie w kosy, topory, pałki, widły i kilkanaście sztuk broni palnej ruszył na Kościan (47 km od Poznania). W mieście stacjonował garnizon szwedzki w sile 200-400 żołnierzy. Oddział Żegockiego zaatakował miasto 4 października, całkowicie zaskakując liczniejszych i lepiej uzbrojonych żołnierzy szwedzkich. Nie bez znaczenia był fakt, że oddziałowi Żegoty w znacznym stopniu pomogli mieszkańcy Kościana. Garnizon szwedzki został wycięty niemal w całości. W tym czasie nieświadomy zaszłych wypadków zmierzał do Kościana książę Ludwik de Nassau, który na czele 100 żołnierzy eskortował z Poznania wozy skarbowe. Gdy Żegocki dowiedział się o nim, postanowił urządzić zasadzkę.
Oddział szwedzki dotarł do bram miasta tuż przed zachodem słońca. Ponieważ Żegocki ustawił na warcie jednego ze swoich ludzi przebranego w szwedzki mundur, landgraf i jego podkomendni nie podejrzewali, że w pobliżu znajdują się ukryci Polacy. Gdy idący na czele swego oddziału Ludwik de Nassau zbliżył się do przebranego wartownika, ten niespodziewanie go zaatakował, a od tyłu rzucili się ukryci w okolicznych budynkach polscy partyzanci. Szwedzi zostali całkowicie zaskoczeni, ponadto z powodu licznych wozów, które uprzednio eskortowali, nie mogli skutecznie rozwinąć się do walki. Z tego powodu musieli zostawić ciało śmiertelnie rannego landgrafa i wycofać się przed Kościan. Tam górę wzięło lepsze uzbrojenie i wyszkolenie żołnierzy szwedzkich, którzy zepchnęli Polaków z powrotem do miasta. Odzyskanie Kościana było jednak niemożliwe i pozbawieni swego dowódcy żołnierze szwedzcy wrócili do Poznania. Ponadto w ręce żołnierzy Żegockiego wpadło 40 wozów szwedzkich załadowanych obfitym łupem, pochodzącym głównie ze zrabowanych kościołów.
Bitwa ta była pierwszym poważnym sukcesem, jaki odniósł nieregularny oddział partyzancki w walce z okupującymi Polskę Szwedami. Sukces ten w znacznym stopniu przyczynił się do tego, że za przykładem Żegockiego poszło wkrótce wielu dowódców i kraj miał być wkrótce pełen podobnych oddziałów partyzanckich. Także Szwedzi od tego momentu przestali czuć się już tak bezpiecznie i zaczęli przemieszczać się w większych grupach z zachowaniem większej niż dotąd czujności.
Kościan zapłacił za to wysoką cenę – po odejściu partyzantów Szwedzi wrócili. Wymordowali większość mieszkańców, miasto złupili i spalili. Nigdy nie powróciło ono do dawnej świetności.

## Literatura
- Paweł Jasienica, Rzeczpospolita Obojga Narodów. Calamitatis Regnum, ISBN 83-06-01093-0, s. 119
- Leszek Podhorodecki, Rapier i koncerz, Warszawa 1985, ISBN 83-05-11452-X, s. 275–277